# Isotta Nogarola

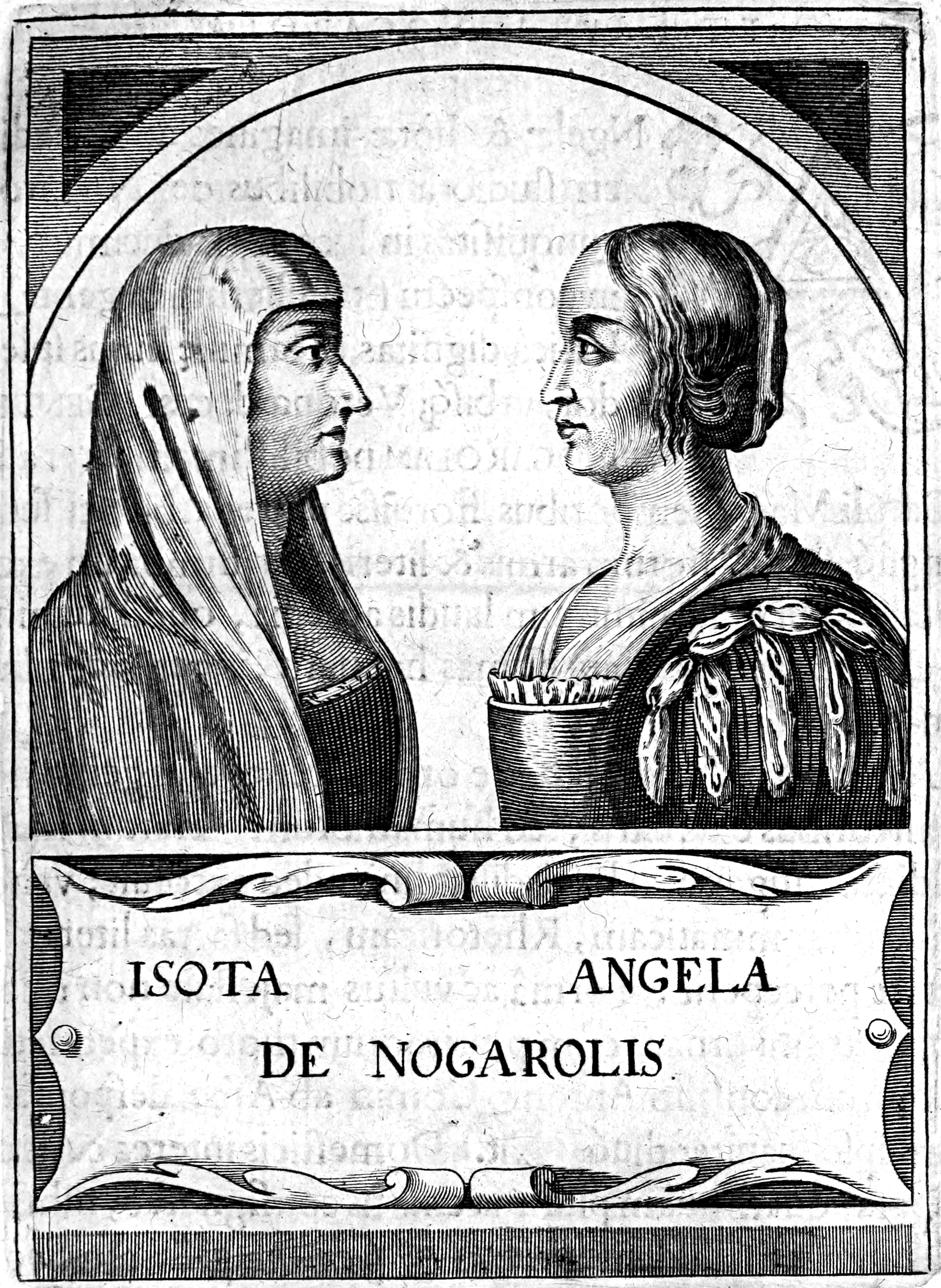
Isotta Nogarola met haar tante, dichteres Angela Nogarola

Isotta Nogarola (Verona 1418 - aldaar 1466) was een Italiaans schrijver en intellectueel. Met haar Latijnse dialogen en brieven geldt zij als de eerste vrouw die heeft bijgedragen aan de humanistische cultuur. Nogarola schreef onder andere Latijnse gedichten, oraties, dialogen en brieven, waarvan er nog 26 overgeleverd zijn.
Nogarola bleef zichzelf heel haar leven intellectueel verder ontwikkelen en werd een van de bekendste vrouwelijke humanisten van de Italiaanse renaissance. Generaties van vrouwelijke kunstenaars en schrijvers werden door haar geïnspireerd, hoewel zij als vrouw binnen een door mannen gedomineerde intellectuele humanistische kring vaak niet ernstig werd genomen. Haar invloedrijkste werk, geschreven in 1451 aan het eind van haar leven, toen ze al een teruggetrokken bestaan leidde in haar huis in Verona, was De pari aut impari Evae atque Adae peccato (vert. "Dialoog over Adam en Eva"), waarin ze sprak over de relatieve zondigheid van Adam en Eva. Het opende in Europa een eeuwenlange discussie over gender en de aard van de vrouw.